# Jean-Antoine-Nicolas Petipa
Jean-Antoine-Nicolas Petipa (francès: Jean-Antoine Petipa)  (París, 16 de febrer de 1787 - Sant Petersburg, 28 de juliol de 1855) va ser un ballarí, coreògraf i professor francès de dansa clàssica. Patriarca de la nissaga Petipa: Maria Petipa, Marie Petipa, etc.
Als vuit anys va estar en la reactivació de la producció del ballet Psyché de Pierre Gardel, publicada a l'Opéra de París cinc anys abans. Els seus debuts només es coneixen pel programa de ballets i en una petició que el seu pare va dirigir al ministre de l'interior el 1799 amb l'objectiu d'obtenir un permís d'un any per als seus fills, que estudiaven a l'escola de dansa de l'Opéra. Poc després, el jove Petipa es va matricular a la companyia de Filippo Taglioni, que va creuar Europa des de 1807 després del tancament de molts teatres parisencs per decret imperial. La companyia va establir una base a Kassel del 1810 al 1812, però va abandonar aquesta ciutat quan França va envair la Prússia en la vigília de la invasió de Rússia. Després va anar a buscar altres compromisos, quedant-se a Viena i Nàpols.
Petipa es va convertir en mestre de ballet a Lió per a la temporada 1813/14. Posteriorment va acollir el príncep suec Bernadotte i la companyia que el príncep havia format, i després va dirigir el ballet al "Théâtre-Français" d'Hamburg diverses vegades. El gener de 1814, Petipa i la seva companyia van realitzar una sèrie de produccions a Brussel·les, després es van traslladar a París per a la reobertura del teatre de la "Porte Saint-Martin". Antoine Petipa, primer ballarí de la nova companyia, va començar a crear ballets com Les Six ingénus (música de Piccinni) i Le Berger de la Serra Morena (1815).
Quan era mestre de ballet al "Théâtre de Marseille", Petipa va tenir el seu fill gran Lucien el 1815 i Màrius el 1818. En 1819, Petipa va ser cridat a Brussel·les com a mestre de ballet al "Théâtre de la Monnaie", allà on va romandre fins a 1831. De Marsella i Bordeus, Petipa va tornar a Brussel·les entre 1833 i 1835 abans de traslladar-se a Bordeus, on Lucien es va convertir en premier danseur. La família es va embarcar als Estats Units d'Amèrica el 1839, on van realitzar una gira triomfal. Al seu retorn a Brussel·les entre 1841 i 1843, Petipa va presentar nous ballets. El 1847, Petipa i el seu fill Marius es van instal·lar a Sant Petersburg, on el pare es va convertir en professor de l'Escola Imperial de Dansa i el fill va començar la brillant carrera que conduiria a la seva fama internacional.
Entre els seus deixebles russos: Lev Ivanov, Pavel Andreev Gerdt, Timofey Stukolkin, etc.

## Ballets principals
- Les Six ingénus, després de Louis Duport (Brussel·les, 15 de setembre de 1814)
- Le Berger de la Serra Morena, o les Ruses d'amour (París, 16 de febrer de 1815)
- La Naissance de Vénus i de l'Amour, després de Jean-Baptiste Blache (Marsella 1817)
- La Kermesse (Brussel·les, 1 de setembre de 1819)
- Clari, després de Louis Milon (Brussel·les, 23 de desembre de 1821)
- Monsieur Deschalumeaux (Brussel·les, 24 de febrer de 1822)
- Psyché et l'Amour, després de Pierre Gardel (Brussel·les, 19 de gener de 1823)
- Les Amours de Vénus o el Siège de Cythère, després de Coindé (Brussel·les, 23 de febrer de 1824)
- Jenny ou el Mariage secret (Brussel·les, 23 de gener de 1825)
- Frisac ou la Double noce (Brussel·les, 13 de febrer de 1825)
- Le Cinq juillet, ou l'Heureuse journée (Brussel·les, 9 de juliol de 1825)
- Monsieur de Pourceaugnac (Brussel·les, 5 de febrer de 1826)
- Jocko ou el Singe du Brésil (Brussel·les, 14 de desembre de 1826)
- Gulliver, després de Jean Coralli (Brussel·les, 22 de febrer de 1827)
- Les Petites Danaïdes, o Quatre-vingt-dix-neuf victimes (Brussel·les, 18 de febrer de 1828)
- Les Encantses de Polichinelle, ou el Talisman (Brussel·les, 8 de març de 1829)
- La Tarentule, després de Jean Coralli (Brussel·les, 17 de setembre de 1841)